# Losaria
Losaria is een geslacht van vlinders uit de familie van de pages, onderfamilie Papilioninae. De soorten uit dit geslacht komen met name voor in Zuidoost-Azië.

## Soorten
- Losaria coon (Fabricius, 1793)
- Losaria neptunus (Guérin-Méneville, 1840)
- Losaria palu (Martin, 1912)[1]
- Losaria rhodifer (Butler, 1876)